# Ochetostoma caudex
Ochetostoma caudex är en djurart som tillhör fylumet skedmaskar, och som först beskrevs av Lampert 1883.  Ochetostoma caudex ingår i släktet Ochetostoma och familjen Echiuridae.
Artens utbredningsområde är Indiska oceanen. Inga underarter finns listade i Catalogue of Life.